# Erik Jönsson Dahlbergh
El Comte Erik Jönsson Dahlbergh (10 d'octubre de 1625 – 16 de gener de 1703) fou un enginyer militar i mariscal de camp suec, anomenat el "Vauban de Suècia".

## Biografia
Erik Dahlbergh va néixer en una família camperola d'Estocolm, Imperi Suec, però aconseguí un títol nobiliari per mèrits de guerra. Els seus primers estudis inclogueren temes d'enginyeria militar. Quedà orfe ben aviat, però aconseguí cursar els estudis per exercir d'escrivà i el 1641 començà a treballar per Gert Rehnskiöld, el tresorer de la Pomerània Sueca i Mecklenburg. Durant sis anys aprengué els fonaments del disseny i destacà per la seva habilitat com a dibuixant. Mentre adquiria aquestes habilitats, també estudià intensament matemàtiques, arquitectura, perspectiva, cartografia i topografia.
El 1650, el comandament militar envià Dahlbergh a Frankfurt de l'Oder per reclamar la indemnització de guerra sueca, derivada de la fi de la Guerra dels Trenta Anys i del Tractat de Westfàlia. Dahlbergh contactà amb l'editorial Merian i aconseguí mapes topogràfics per l'exèrcit. El 1635 Matthäus Merian el Vell inicià el Theatrum Europaeum, una sèrie de cròniques contemporànies publicades fins al 1732. Ambdós projectes, el Theatrum Europaeum i les impressions de mapes topogràfics, continuaren després de la mort de Matthäus Merian, el 1650, pels seus fills.

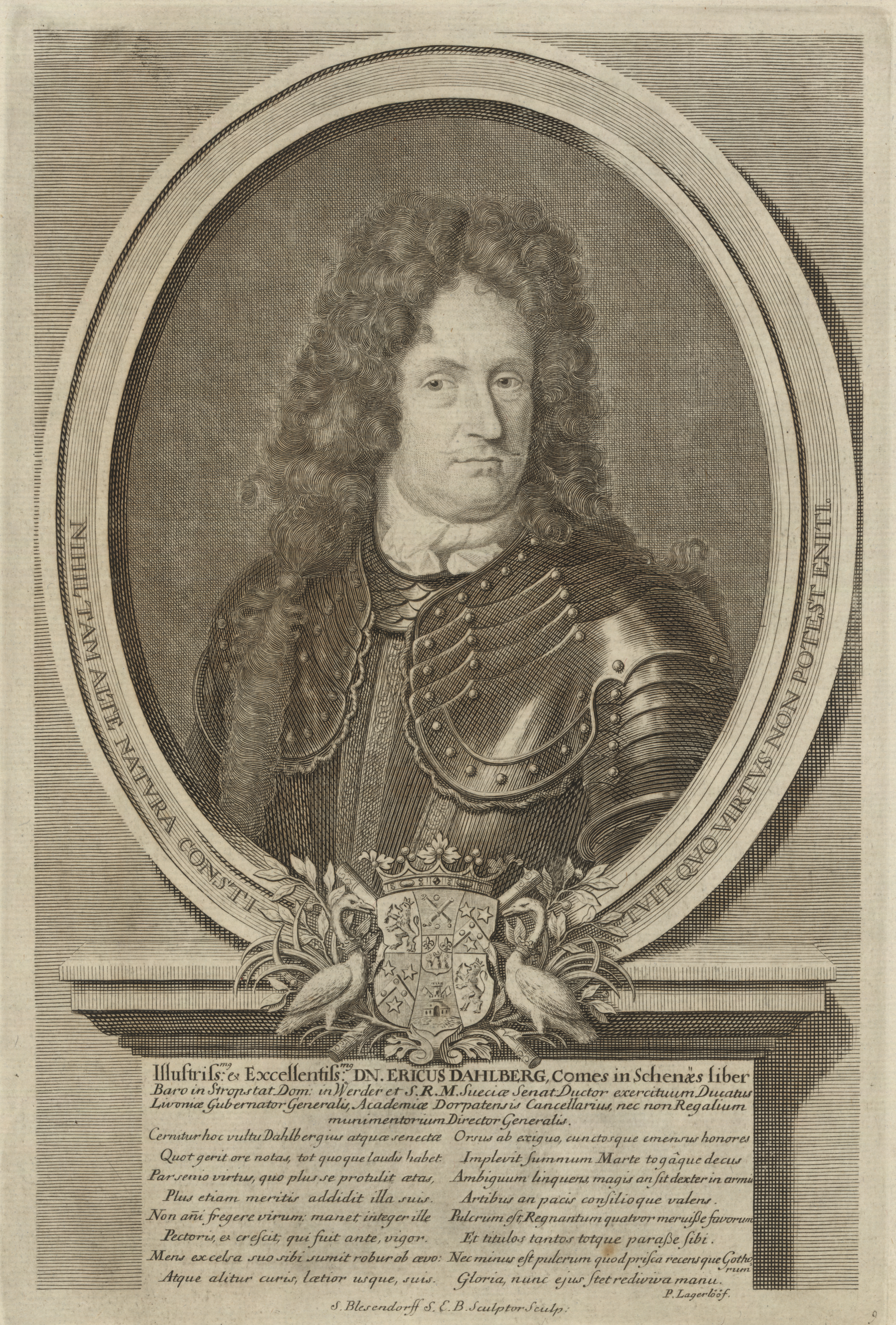
Erik Dahlbergh en la Suecia Antiqua et Hodierna

Pel que fa a la seva carrera militar, Dahlbergh serví a Polònia.Com General Adjunt i enginyer assessor de Carles X de Suècia, va tenir un paper molt actiu en la famosa travessa dels Belts congelats, i els setges de Copenhaguen i el Castell de Kronborg. Dirigí els enginyers durant les Guerres del Nord. Tot i els seus distingits serveis, ostentà durant molts anys el rang de Tinent Coronel durant molts anys. El seu patriotisme, això no obstant, l'impedí d'acceptar ofertes molt temptadores d'altres països. Carles II d'Anglaterra intentà que entrés al servei d'Anglaterra, tot i que en aquesta època era comú que els soldats professionals ho fessin.
Els seus talents foren reconeguts i, el 1676, esdevingué director general de fortificacions de l'Imperi Suec. Com a director, Dahlbergh prestà importants serveis durant vint-i-cinc anys, com per exemple en la Guerra d'Escània. Fou un element clau en les operacions de la Gran Guerra del Nord, especialment en el Creuament del Düna i, el 1700, fou clau en la defensa de Riga.
La seva tasca en la millora i reparació de les fortaleses sueques li va valdre el sobrenom de: "Vauban de Suècia". També fou el fundador del cos enginyers militars suec. Es retirà amb el rang de mariscal de camp, el 1702, i morí l'any següent.
Actualment, Erik Dahlbergh és més conegut per compilar la col·lecció de dibuixos impresos anomenada "Suecia Antiqua et Hodierna", publicada entre 1660 i 1716, assistit per Samuel Pufendorf en la seva "Histoire de Charles X Gustave". Escrigué les seves memòries (es poden trobar a la Svenska Bibliotek, 1757) i una relació "De les campanyes de Carles X" (ed. Lundblad, Stockholm, 1823).

## Càrrecs
- Governador del Comtat de Jönköping (1687–1693)
- Governador General suec de Bremen-Verden (1693)
- Mariscal de camp (1693)
- Governador General suec de la Livònia sueca (1696–1702)